# Колегія виборщиків

Представництво виборщиків від кожного штату США станом на 2024 рік

Коле́гія ви́борщиків, часто ви́борців, — система непрямих виборів, при якій делеговані за посадою або спеціально обрані виборщики утворюють колегію, що обирає вищих посадових осіб і не має інших обов'язків.
Традиційно німецькі варварські і християнські королі обиралися найбільшими феодалами; в той час як в ранньому середньовіччі встановилося престолонаслідування, в Священній Римській імперії збереглося обрання імператора спеціальними виборщиками — курфюрстами. В Речі Посполитій главу держави (короля Польщі) обирав спеціальний елекційний сейм. У США і низці інших країн колегія виборщиків обирає президента і віцепрезидента, див. Колегія виборщиків США, у Франції — Сенат. У Італії (не виконавчий) глава держави обирається членами обох палат парламенту у спільній сесії, разом з делегатами, обраними обласними радами, для забезпечення представництва меншин.